# ارين جايلز
ارين جايلز (بالإنجليزية: Warren Giles)‏ هو لاعب كرة قاعدة أمريكي، ولد في 28 مايو 1896 في تيسكيلوا في الولايات المتحدة، وتوفي في 7 فبراير 1979 في سينسيناتي في الولايات المتحدة.

## وصلات خارجية
- ارين جايلز على موقع جمعية أبحاث البيسبول الأمريكية (الإنجليزية)
- ارين جايلز على موقع قاعة مشاهير كرة القاعدة (الإنجليزية)